# Sudfeld Vick
Sudfeld Vick († Juni 1718) war ein Baumeister.

## Familie
Sudfeld war der Bruder von Christian Georg Vick.

## Werdegang
Die Anwesenheit von Sudfeld Vick in Hannover wird ab Mitte der 1680er Jahre angenommen. Vick war anfangs im „Licentwesen“ tätig und seit 1689 als Proviantverwalter bei der hannoverschen Kriegskanzlei.

## Werke (unvollständig)
- 1703–1717: Westturm der Aegidienkirche Hannover[1] (Zimmermeister Leseberg führte 1717 den Turmhelm aus)
- 1705: Bestandsaufnahme Paulinerkloster Göttingen[2], anschließend Umbauplanung zum Paedagogio zu Göttingen[3]
- 1705: Entwurf eines Doppelwohnhauses für Konrektor und Kantor des Pädagogiums Göttingen[4]
- 1708–1716: Herrenhaus in Rittmarshausen[5]
- 1717: Entwurf zum Harzkornmagazin Osterode am Harz (ausgeführt von seinem Bruder Christian Georg Vick)
- 1718–1721: Vierungsturm des Hildesheimer Doms[6]